# Mytomania
Mytomania är en svensk opera, med musik av Paula af Malmborg Ward och libretto av Kerstin Perski. De ledande rollerna vid premiäruppsättningen sjöngs av Joachim Bäckström, Kerstin Avemo, Ann-Kristin Jones och Åke Zetterström. Operan hade urpremiär på Göteborgsoperan den 8 oktober 2023.